# Francisco José do Nascimento
Francisco José do Nascimento (Canoa Quebrada, Aracati, 15 de abril de 1839-Fortaleza, 5 de marzo de 1914), también conocido como Dragão do Mar de Aracati ("Dragón del mar") o Chico da Matilde, fue un capitán jangadeiro (balsero), práctico marino y abolicionista, con participación activa en el movimiento abolicionista de Brasil en el estado de Ceará, que fue el estado pionero en la abolición de la esclavitud, por lo que es conocido como Terra da Luz.
La investigación más relevante sobre su biografía se encuentra en el libro  "Dragão do mar: a construção do Herói Jangadeiro", de Patricia Pereira Xavier, investigadora y maestra residente en la ciudad de Fortaleza.

## Vida

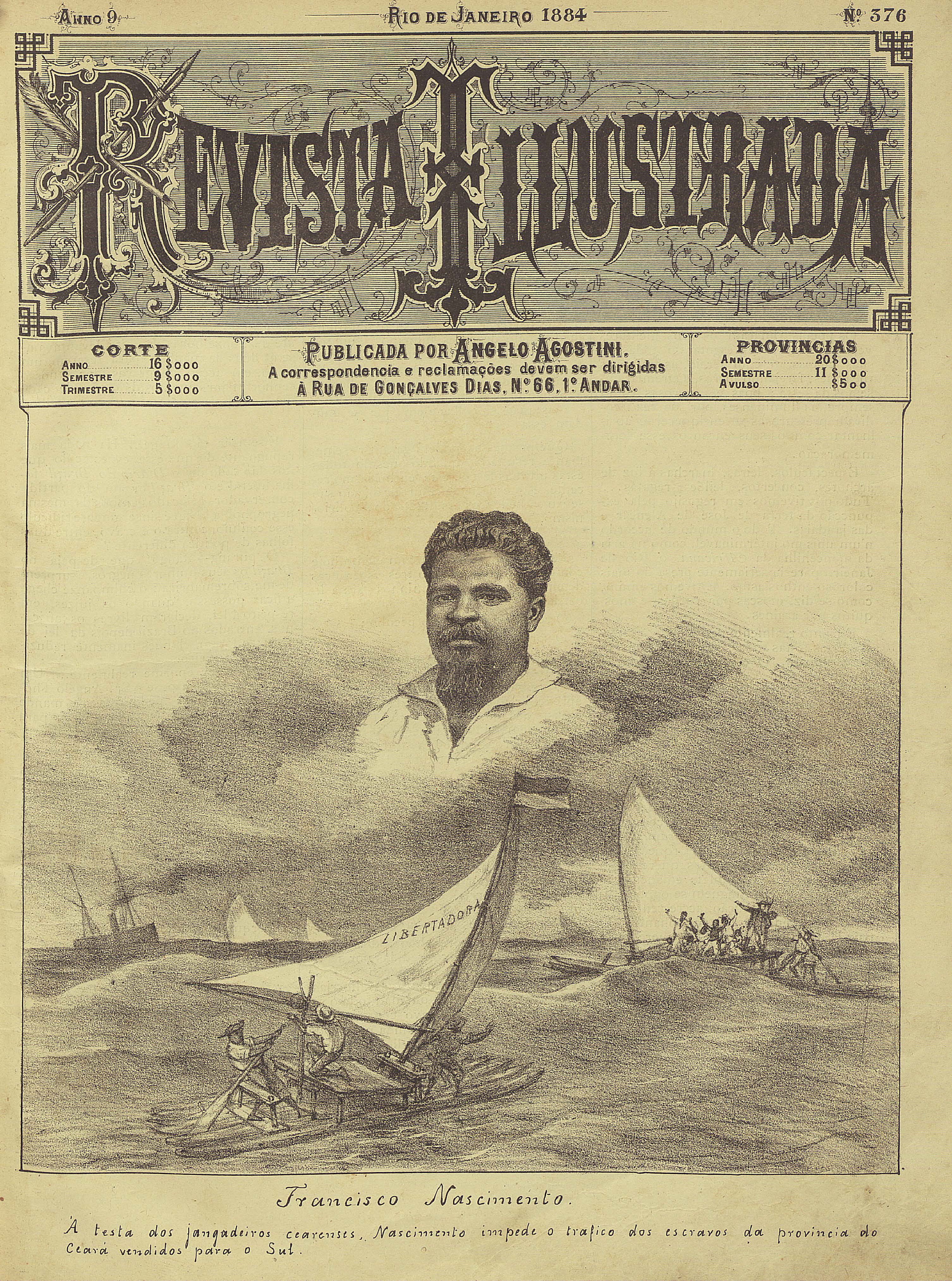
Portada de la Revista Illustrada, v. 9, n. 376, 1884. Litografía de Angelo Agostini.

En 1884 Ceará se convirtió en la primera provincia brasileña en abolir la esclavitud. El Movimiento Abolicionista Cearense, surgido en 1879, contribuyó -aunque no de forma decisiva- a la abolición.
Las acciones del movimiento repercutieron en el conjunto del país, y los abolicionistas cearenses, miembros de la élite económica e intelectual, fueron aclamados por la prensa abolicionista nacional. Entre ellos había un individuo de orígenes humildes, mulato, marinero, el "Chico da Matilde." Jefe de los balseros, él y sus compañeros participaron en la lucha abolicionista en 1881, negándose a transportar a los navíos negreros a los esclavos vendidos para el sur de Brasil.
Angelo Agostini registró el hecho en la portada de la "Revista Ilustrada", con una litografía con ilustración alegórica de Francisco Nascimento con la siguiente leyenda: "A la cabeza de los jangadeiros cearenses, Nascimento impide el tráfico de los esclavos de la provincia de Ceará vendidos para el sur".
De esta manera, Chico da Matilde fue llevado a la corte imperial de Río de Janeiro con su balsa, desfiló por las calles, recibió homenajes de la multitud y se ganó un nuevo nombre: Dragão do Mar o Navegante Negro. Desde allí escribió a su esposa: [...] su viejo está tonto con tanta fiesta y cumplidos de tanta gente importante.
El 3 de marzo de 1889 recuperó el cargo de práctico por orden del emperador Pedro II, cargo que había perdido por su participación en la lucha abolicionista, convirtiéndose en Ayudante Mayor de Órdenes del Secretario General del Comando Superior de la Guardia Nacional del estado de Ceará.
Tras el fallecimiento de su primera esposa se casó de nuevo en 1902 con Ernesta Brígido. Defendía la participación de la mujer en la sociedad cearense, que a pesar de la abolición de la esclavitud en 1888 todavía conservaba muestras de su racismo. En 1904 se rebeló contra la elección por sorteo de jefes de familia para la prestación de servicios militares, cuando sólo los negros habían sido sorteados. 
En 1909 promovió una huelga de los trabajadores del puerto, incluso con la amenaza del gobernador de Ceará, Pedro Borges. Hubo un muerto y más de 90 heridos frente al Palacio da Luz. El gobernador ordenó prestar auxilio médico a los rebeldes.
Finalmente, Francisco José do Nascimento murió el 5 de marzo de 1914.

## Homenajes
Francisco do Nascimento se convirtió en un símbolo de la resistencia popular cearense contra la esclavitud, y fue homenajeado por el gobierno de Ceará. Con su nombre fue bautizado el Centro Dragão do Mar de Arte e Cultura, por lo que él y sus compañeros habían hecho en el nombre de la libertad en 1881, en la playa de Iracema.
Aparte del ya citado Centro Dragão do Mar, existe una escuela pública estatal cuyo nombre también homenajea a Chico da Matilde, situada en el barrio de Mucuripe, la Escola de Ensino Médio Dragão do Mar, inaugurada en 1955, con el objetivo de alfabetizar a los hijos de pescadores que habitaban el barrio en aquella época. El grupo Estudiantes Pela Libertade, en su unidad de Ceará, también bautizó uno de sus grupos en homenaje a Francisco do Nascimento.
El 23 de agosto de 2013 la empresa Petrobras, a través de su subsidiaria Transpetro, botó al mar un nuevo petrolero construido en Pernambuco y bautizado como Dragão do Mar. La embarcación integró una nueva generación de petroleros construidos en Brasil. Fue el octavo navío en construirse tras el lanzamiento del Programa de Modernização e Expansão da Frota da Transpetro, de los cuales otros dos anteriores también recibieron nombres de iconos de la resistencia negra: João Cândido y Zumbi dos Palmares.